# EverQuest 2
EverQuest 2 (ofte forkortet EQ2) blev udgivet i 2004, som en efterfølger til det originale Everquest (EQ). Spillet foregår i den samme verden som Everquest, Norrath, men mange år senere hvor verden er blevet ændret betydeligt af en kamp mellem guder og mennesker. Både kort, characters, magi- og evne-systemet er anderledes end i EQ1.
I EQ2 er verden opdelt i en god side og en ond side. De godes ledes af Antonia Bayle fra byen Qeynos, og de onde ledes af Lucan D'lere fra byen Freeport. Spillere må således fra starten vælge om man vil spille en ond eller en god person. Ens muligheder for at vælge race afhænger af om man er god eller ond. Der er mulighed for at forråde sin hjemby ved hjælp af en 'quest' således at man fx som Dark Elf kan vælge at støtte byen Qeynos.
Der er for nylig også blevet implementeret 2 nye byer, Kelethin og Neriak. Kelethin er "City of Faes", hvor Faes har deres primære starting point.
Neriak er basen for de "onde faes", Arasai, og er således i "ledtog" med Freeport hvor Kelethin er med Qeynos.
Når man som spiller opretter en konto i spillet skal man vælge hvilken 'server' man vil spille på. Der er servere i USA, i Europa og i Asien. De forskellige servere er yderligere opdelt efter spillestil, således at der, udover 'normale' servere, er bestemte servere for folk som foretrækker at rollespille deres figur, for folk som på en sikker måde vil kunne købe og sælge figurer og udstyr til hinanden i den virkelige verden, og for folk som vil spille PvP, Player Vs. Player.

## Spillestil
Tekst mangler, hjælp os med at skrive teksten

## Figurer
Man skal som spiller vælge både en race, en klasse, og hvis man ønsker det, en profession. Kombinationen af disse har stor indflydelse på ens evner i spillet.

### Racer
Der er i spillet følgende racer:
- Arasai
- Barbarian
- Dark Elf
- Dwarf
- Erudite
- Fae
- Froglok
- Gnome
- Half Elf
- Hafling
- High Elf
- Human
- Iksar
- Kerra
- Ogre
- Ratonga
- Troll
- Wood Elf

Hver race har sine egne fordele og ulemper. Nogle har høj intelligens, andre har høj styrke osv.

### Klasser
Der er i Everquest 2 i alt 24 forskellige klasser. Disse fordeler sig med 12 for skellige gode klasser og 12 forskellige onde klasser som er disses modsætninger. Hvor de gode har paladins har de onde fx shadowknights. Den gode og den onde klasse er imidlertid ikke ens, hverken i evner eller magi, så der er effektivt 24 klasser som er forskellige.
Disse er:
- Beserker
- Guardian
- Paladin
- Shadowknight
- Monk
- Bruiser
- Troubador
- Dirge
- Ranger
- Assasin
- Swashbuckler
- Brigand
- Fury
- Warden
- Templar
- Inquisitor
- Mystic
- Defiler
- Wizard
- Warlock
- Conjurer
- Necromancer
- Illusionist
- Coercer

#### Klassebeskrivelser
Tekst mangler, hjælp os med at skrive teksten

### Professioner
Alle characterer i Everquest 2 kan, ud over deres klasse vælge en profession. Ens spiller niveau er uafhængigt af ens characters niveau, man kan altså godt have en 3. levels kriger som er level 70 carpenter.
Alle professioner er afhængig af råmaterialer indsamlet fra landskabet i spilleuniverset, de såkaldte 'nodes'. Råmaterialerne kan groft opdeles i hovedgrupperne: træ, sten, metal, mad, urter. I hver kategori findes en masse forskellige slags, afhængig af den tilhørende recepts niveau etc. Alle spillere kan indsamle råmaterialer ('harvest'). Man kan forbedre sine evner i at 'harvest' både som man stiger i character niveau og som man stiger i professions niveau.
Der findes følgende professioner:
- Carpenter
- Woodworker
- Weaponsmith
- Armourer
- Alchemist
- Jeweler
- Provisioner